# Chercheur (emploi titulaire)
Avec la reconnaissance du rôle de la recherche scientifique dans les sociétés modernes, le métier de chercheur s'est affirmé et des emplois spécifiquement destinés à la recherche sont apparus, par opposition aux emplois d'enseignant-chercheur ou d'ingénieur par exemple.
Dans les pays anglo-saxons, ces emplois sont cependant en général à durée déterminée, avec pour intitulé : chercheur postdoctoral. Au Royaume-Uni, par exemple, seuls 7 % des chercheurs à plein temps sont titulaires.
En France, les EPST et certains EPIC emploient au total des dizaines de milliers de chercheurs titulaires, avec statut de fonctionnaire ou en CDI.
En Belgique, le FNRS emploie quelques centaines de chercheurs en contrat à durée indéterminée.

## Particularités nationales

### En Belgique
- chercheurs qualifiés
- maîtres de recherches
- directeurs de recherches

### En France
Les chercheurs qui travaillent dans des établissements publics à caractère scientifique et technologique peuvent avoir deux statuts :
- le chargé de recherche
- le directeur de recherche

La titularisation s'obtient après 12 mois de fonctions.

### Au Royaume-Uni
- Research fellows
- Research professors

Les instituts de recherche et les Research Councils